# قائمة أغلى الصور الضوئية
هذه قائمة بأعلى الأثمان التي دفعت من أجل صور ضوئية (بالدولار الأمريكي)
| الترتيب | الفنان           | العمل                                                                                         | السعر                             | التاريخ                                            | البائع/المزاد                 |
| ------- | ---------------- | --------------------------------------------------------------------------------------------- | --------------------------------- | -------------------------------------------------- | ----------------------------- |
| 1       | أندرياس جورسكي   | راين 2 (1999)                                                                                 | $4,338,500                        | نوفمبر 8, 2011                                     | مزاد كريستيز في نيويورك       |
| 2       | سيندي شيرمان     | غير مسماة #96 (1981)                                                                          | $3,890,500                        | مايو 2011                                          | مزاد كريستيز في نيويورك       |
| 3       | جيف وول          | Dead Troops Talk (رؤية لكمين دورية للجيش الأحمر، بالقرب من موكور، أفغانستان شتاء 1986) (1992) | $3,666,500                        | مايو 8, 2012                                       | مزاد كريستيز في نيويورك       |
| 4       | أندرياس جورسكي   | 99 Cent II Diptychon (2001)                                                                   | $3,346,456                        | Error in قالب:Dts: 'فبراير2007' is an invalid date | مزاد سوذبيز في لندن           |
| 5       | إدوارد ستايكين   | بركة ضوء القمر (1904)                                                                         | $2,928,000                        | Error in قالب:Dts: 'فبراير2006' is an invalid date | مزاد سوذبيز في نيويورك        |
| 6       | سيندي شيرمان     | غير مسماة #153 (1985)                                                                         | $2,700,000                        | نوفمبر 2010                                        | فيليبس دي بيري وشركاه نيويورك |
| 7       | غير معروف        | الولد بيلي (1879–80) tintype portrait                                                         | $2,300,000                        | يونيو 2011                                         | مزاد براين ليبز أولد ويست     |
| 8       | ديمتري ميدفيديف  | توبولسك كرملين (2009)                                                                         | $1,750,000                        | يناير 2010                                         | كريسماس يارماكا، سانت بطرسبرغ |
| 9       | إدوارد ويستون    | تعري (1925)                                                                                   | $1,609,000                        | أبريل 2008                                         | مزاد سوذبيز في نيويورك        |
| 10      | ألفريد ستيغليتز  | Georgia O'Keeffe (Hands) (1919)                                                               | $1,470,000                        | Error in قالب:Dts: 'فبراير2006' is an invalid date | مزاد سوذبيز في نيويورك        |
| 11      | ألفريد ستيغليتز  | Georgia O'Keeffe Nude (1919)                                                                  | $1,360,000                        | Error in قالب:Dts: 'فبراير2006' is an invalid date | مزاد سوذبيز في نيويورك        |
| 12      | ريتشارد برنس     | Untitled (Cowboy) (1989)                                                                      | $1,248,000                        | نوفمبر 2005                                        | مزاد كريستيز في نيويورك       |
| 13      | مان راي          | Untitled Rayograph (1922)                                                                     | $1,203,750                        | أبريل 2013                                         | مزاد كريستيز في نيويورك       |
| 14      | ريتشارد افيدون   | Dovima with elephants (1955)                                                                  | $1,151,976                        | نوفمبر 2010                                        | مزاد كريستيز في باريس         |
| 15      | إدوارد ويستون    | Nautilus (1927)                                                                               | $1,082,500                        | أبريل 2010                                         | مزاد سوذبيز في نيويورك        |
| 16      | جيف وول          | Untangling (1994)                                                                             | $780,000 (دولار أسترالي1,000,000) | نوفمبر 2006                                        | معرض فيكتوريا الوطني          |
| 17      | يوجين أتغيت      | Joueur d'Orgue (1898–1899)                                                                    | $686,500                          | أبريل 2010                                         | مزاد كريستيز في نيويورك       |
| 18      | روبيرت مابليثورت | Andy Warhol (1987)                                                                            | $643,200                          | أكتوبر 17, 2006                                    | مزاد كريستيز في نيويورك       |
| 19      | أنسل آدمز        | Moonrise, Hernandez, New Mexico (1941)                                                        | $609,600                          | أكتوبر 2006                                        | مزاد سوذبيز في نيويورك        |